# Baudhgarh
Baudhgarh es una ciudad y  comité de área notificada situada en el distrito de Boudh en el estado de Odisha (India). Su población es de 20850 habitantes (2011). Se encuentra a orillas del río Mahanadi,  a 189 km de Bhubaneswar.

## Demografía
Según el censo de 2011 la población de Baudhgarh era de 20424 habitantes, de los cuales 10492 eran hombres y 9932 eran mujeres. Baudhgarh tiene una tasa media de alfabetización del 86,80%, superior a la media estatal del 72,87%: la alfabetización masculina es del 93,29%, y la alfabetización femenina del 79,93%.